# Актуесайский сельский округ
Актуесайский сельский округ (каз. Ақтүесай ауылдық округі) — административная единица в составе Уалихановского района Северо-Казахстанской области Казахстана. Административный центр — село Актуесай.
Население — 1631 человек (2009, 2384 в 1999, 3008 в 1989).

## История
Сельский совет образован в 1954 году. 5 февраля 1996 года распоряжением акима Кзылтуского района образован Актуесайский сельский округ.
В состав сельского округа была включена территория ликвидированного Черниговского сельского совета (село Черниговское). Ранее сельский округ назывался Калининским сельским советом.

## Состав
В состав округа входят такие населенные пункты:
| Населенный пункт | Население, человек (1989) | Население, человек (1999) | Население, человек (2009) |
| ---------------- | ------------------------- | ------------------------- | ------------------------- |
| Актуесай, село   | 1506                      | 1267                      | 885                       |
| Кондыбай, аул    | 1240                      | 829                       | 579                       |
| Кузексай, село   | 262                       | 288                       | 167                       |